# Ernakulam
Ernakulam (malabar: എറണാകുളം) es una ciudad histórica del estado indio de Kerala perteneciente al distrito de Ernakulam. Fue municipio hasta 1967, cuando se fusionó con los vecinos municipios de Fort Kochi y Mattancherry para formar la actual corporación municipal de Cochín, ciudad de la cual actualmente forma parte. Aunque por motivos históricos Ernakulam da nombre a su distrito, la sede administrativa del distrito se ubica en Kakkanad, un área industrial y residencial situada en las afueras orientales de Cochín y perteneciente al municipio de Thrikkakkara. Ernakulam está considerada como el distrito financiero de la ciudad de Cochín.
Administrativamente, Ernakulam alberga la sede del taluk de Kanayannur, uno de los que forman el área metropolitana de Cochín. Es además la sede de la Corte Suprema de Kerala, el principal tribunal del estado y único organismo estatal importante que no se ubica en la capital estatal Thiruvananthapuram. La corporación municipal de Cochín también tiene su sede en Ernakulam.
Se ubica en la parte más interior de la ciudad, apartada del mar y por tanto con mayor espacio para el desarrollo urbano que las áreas directamente costeras. Por aquí pasa la carretera 66, que une Thiruvananthapuram con Bombay.
En 1896, la ciudad adoptó estatus de municipio, que mantuvo hasta la creación de la actual corporación municipal de Cochín en 1967. En 1911, antes de integrarse en el área metropolitana, la ciudad de Ernakulam tenía una población de 21 901 habitantes.